# Sayuri Kokusho
Sayuri Kokusho (国生さゆり, Kokusho Sayuri). Nació el 22 de diciembre de 1966 en Kanoya, Prefectura de Kagoshima, Japón. Es una actriz, cantante y ex ídolo japonesa. Formó parte del grupo ídolo Onyanko Club, como la 
miembro número 8. Al haber contraído nupcias adoptó el nombre de Sayuri Koda (甲田さゆり, Koda Sayuri), pero ella sigue trabajando con su nombre de soltera.<Reef>[Otto://www.imdb.com/mame/nm0463816/tips://musicbrainz.org/artista/5b10c04c-f33f-4c6b-9761-1be5e8d5f079]</Reef><Reef>«Copia archivada». Parámetro desconocido |fechas= ignorado (ayuda); Parámetro desconocido |urol= ignorado (ayuda); Parámetro desconocido |archivo= ignorado (ayuda); </Reef><Reef>[Otto://www.sonymusic.co.jp/artista/Sacrificio/]</Reef><Reef>[Otto://www.oricon.co.jp/profe/208470/]</Reef><Reef>[Otto://www.allmusic.com/artista/sayuri-kokusho-mn0001460929]</Reef> 
<Reef>[tips://myanimelist.net/pele/16715/]</Reef><Reef>[tips://www.rottentomatoes.com/celebración/sayuri_kokusho]</Reef><Reef>«Copia archivada». Parámetro desconocido |fechas= ignorado (ayuda); Parámetro desconocido |urol= ignorado (ayuda); Parámetro desconocido |archivo= ignorado (ayuda); </Reef><Reef>[tips://twitter.com/sayuri5940]</Reef>

## Biografía
Desde 1983, Sayuri intento audicionar e varios concursos de TV sin éxito. Incluido el programa de TV "Miss Seventeen", donde compitió al lado de Shizuka Kudo. Quien años más tarde se convertiría en su compañera de grupo. Posteriormente en 1985, concurso en el programa de TV: "Jyoushikousei Especial", producido por Fuji Television. Debutando así con Onyanko Club. 
En 1986, debutó como actriz en el live action Sukeban deka II. Un año después, liberó su primer sencillo como solista, titulado: "Valentine Kiss".

### Después de Onyanko Club
En abril del mismo año se graduó del grupo. Liberando posteriormente el álbum "BALANCE OF HEART", seguido de "SUMMER SNOW". Y su último miniálbum "SAKANA".
En 1996 formó parte de un trío musical llamado McKee. Sin embargo desde la década de 1990, ha enfocado su carrera como actriz, siendo partícipe hasta la actualidad de múltiples doramas, películas y shows de TV.

## Vida personal
En el año 2000, Sayuri contrajo nupcias con un hombre de negocios a quien conoció mientras estudiaba en su escuela media superior. Sin embargo, su matrimonio culminó en divorcio. En diciembre de 2009 anunció que estaba comprometida por segunda vez.

## Discografía

### Álbumes de estudio
- [1986.07.16] Pep Talk
- [1987.02.01] BALANCE OF HEART
- [1988.06.22] SUMMER SNOW

### Miniálbum
- [1989.10.21] SAKANA

### Best Albums
- [1987.08.01] Transit
- [1989.06.25] Aishuu -Still Loving-
- [1997.07.21] Kokusho Sayuri Best Collection
- [2002.11.20] GOLDEN BEST Kokusho Sayuri SINGLES (GOLDEN☆BEST SINGLES)
- [2010.04.28] GOLDEN☆BEST Kawai Sonoko Kokusho Sayuri Jounouchi Sanae Watanabe Minayo Watanabe Marina (GOLDEN☆BEST)

### Sencillos
- [1986.02.01] Valentine Kiss (Kokusho Sayuri with Onyanko Club)
- [1986.05.10] Natsu wo Mattenai
- [1986.08.14] Noble Red no Toki
- [1986.12.03] Ano Natsu no Bike
- [1987.03.11] Hoshikuzu no Sniper
- [1987.05.28] Sore Ijou, Are Miman
- [1987.10.01] Koi wa Tooku Kara
- [1988.01.01] Glass no Mori
- [2008.01.16] Valentine Kiss 2008

### Digital Singles
- [2008.01.17] Valentine Kiss 2007

### Compilaciones / Otros
- [1997.07.01] GOLDEN J-POP 1985~86
- [1999.11.03] 20 Seiki BEST / Idol History Vol. 3
- [2000.11.22] Seishun Uta Nenkan '86 BEST 30
- [2002.03.06] Sakushi Katsudou 20 Shuunen Kinen Akimoto Ryu Toranomon Hen
- [2002.11.27] Zoku Seishun Uta Nenkan '86 PLUS
- [2004.11.17] Idol Miracle Bible Series Idol Christmas
- [2009.12.23] LOVELY POPS

### Videos
- [1986.12.12] HELLO! America
- [1987.04.07] First Concert DASH! KOKUSHO

## Como actriz

### Doramas
- [1985-1986] Sukeban Deka II
- [1987] Onna to Onna
- [1987] Announcer Puttsun Monogatari
- [1987] Kiss Yori Kantan
- [1987] Onna mo Otoko no Maze Korinai
- [1987] Furoagari no Yozora ni
- [1988] Haru no Sabaku
- [1988] Nenmatsu Nenshi Hotel Monogatari
- [1989] Ultraman wo Tsukutta Otoko-tachi Hoshi no Hayashi ni Tsuki no Fune
- [1989] I Love You Kara Hajimeyou
- [1989] Damasaretatte, Aisaretai
- [1989] Hotel Monogatari Natsu!
- [1989] Kanashii Hodo Suki! ~Mr. Dandy Ojousama ni Koi wo Suru~
- [1990] Mayonaka no Tennis
- [1990] Yo ni mo Kimyou na Monogatari
- [1990] Gekai Arimori Saeko
- [1990] Tobu ga Gotoku
- [1990] Tokyo Wan Blues
- [1991] Anata no Shiranai Seikai
- [1991] Rogue no Dengon
- [1991] Soredemo Ie wo Kaimashita
- [1991] Akkan Paaze
- [1991] Sunao no Utsuwa
- [1991] Shabondama
- [1992] Suteki ni Damashite!
- [1992] Mata Nashi!
- [1992] Sazae-san
- [1992] Venus Heights
- [1993] Mister Tenki Yohou Hanjitsu Kaisei
- [1993] Totteoki no Natsu
- [1993] Haru no Ichizoku
- [1993] Nakitai Yoru mo Aru
- [1993] if Moshimo
- [1993] Matsumoto Seicho Isshuuki Tokubetsu Kikaku Aru "Ogura Nikki" Ten
- [1993] Shihiki no Youjinbou 5 Kakshi Hanbee Burai Tabi
- [1993] RUN
- [1994] Hiaano
- [1995] Uminari Yamazu Hachijou Onibishima
- [1995] Miracle Kamen Koukousei
- [1995] Shasho Taeko Saigo no Jiken
- [1996] Kindaichi Shouynen Jikenba
- [1996] Bunfo Torimono Ezu Harikomi
- [1996] Ko wo Kashiya
- [1996] Hacchoubori Torimono Banashi
- [1996] Tatakau Ojousama
- [1997] Makenuga Kachi ~Kawasaki Junjou Gym Monogatari~
- [1997] Koi wa Aserazu
- [1998] Vermeer no Sasayaku
- [1998] Happy Mania
- [1999] Kamiyui Isaji
- [2000] Koi no Kamisama
- [2000] Shokashi
- [2002-2003] Maten
- [2003] Itoshiki Mono e
- [2003] Aibou
- [2004] Tenka
- [2005] Engine
- [2005-2006] GACHAGACHA PONG!
- [2006] Jikou Keisatsu
- [2007] Yako Chouchou Monogatari
- [2007] Chou Rekishi Mystery Romance
- [2007] Shi Keshoushi
- [2007] Judge ~Shima no Saibonkan Buntouki~
- [2007] DRAMATIC-J
- [2008] udge ~Shima no Saibonkan Buntouki~ II
- [2009] Conca Shirikashi
- [2009] Maid Keiji
- [2010] Jotei Kaoruko
- [2011] Kairoutei Satsujin Jiken
- [2011] Ore no Sora
- [2011] Hagane no Onna 2
- [2011] Umu to Umareru Sorekara no Koto
- [2012] Beautiful Rain
- [2014] Higanbana ~ Onnatachi no Hanzai File
- [2015] Gattan Gattan Soredemo Go
- [2015] Kyoto Ninjou Sousa File
- [2016- 2017] Retake

## Películas
- [1986] Onyanko The Movie Kiki Ippatsu!
- [1987] Itoshi no Ellie
- [1989] Juliet Game
- [1991] Ete des jeunes lions, L'/Shishiohtachi no natsu
- [1992] Ippai no kakesoba
- [1998] Falling Into the Evening/Rakka suru yugata
- [2000] Eureka/Yurika
- [2005] Fururi
- [2005] Tokumei Kakarichou Tadano Hitoshi Special
- [2007] Pacchigi! Love &  & Peace
- [2007] Love Rider ~until I find the key to her heart~
- [2011] Kairoutei Satsujin Jiken
- [2013] Shinokubo Story/Shin Ohkubo Monogatari
- [2014] Trick Shinsaku Special 3
- [2017] One Week Friends/Isshukan Furenzu

## Como modelo

### Books
- [1986.12.12] Eagle